# Николаев-Струмский, Апостол
Апостол Николаев Николаев-Струмский (болг. Апостол Николаев Николаев-Струмски; 1886—1971) — болгарский композитор и хоровой дирижёр. Отец композитора — Николай Николаев, выходец из Бессарабии, также музыкант.

## Биография
До 1935 года Струмский был регентом собора Св. Александра Невского в Софии, позже — регентом собора Святой Недели. Автор «Божественной литургии» и других многоголосных вокальных композиций на канонические церковнославянские тексты. «Великое славословие» Струмского принадлежит к числу наиболее часто исполняемых сочинений православной «концертной» музыки.